# BMT Nassau Street Line
BMT Nassau Street Line est une ligne (au sens de tronçon du réseau) souterraine du métro de New York qui dessert l'arrondissement de Manhattan. Issue de l'ancien réseau de la Brooklyn Rapid Transit Company (BRT), devenue Brooklyn-Manhattan Transit Corporation (BMT) et construite dans le cadre des Dual Contracts, elle fait aujourd'hui partie de la Division B. Elle constitue l'une des lignes principales (trunk lines) du réseau qui donnent leur couleur (en l’occurrence le marron) aux dessertes (services) qui les empruntent. La ligne, inaugurée en 1908 et achevée en 1931 comporte aujourd'hui 6 stations. Elle est empruntée par les métros J et Z.
La ligne J fonctionne en express. Elle part du Jamaica Center-Parsons/Archer dans le Queens et rejoint Broad Street à Manhattan. La ligne Z est une variante de la ligne J, utilisée lors des heures de pointe afin fe fluidifier le trafic.
|     | Service | Parcours desservi                                     |
| --- | ------- | ----------------------------------------------------- |
| (J) | Omnibus | Du Jamaica Center (Queens) à Broad Street (Manhattan) |
| (Z) | Omnibus | Du Jamaica Center (Queens) à Broad Street (Manhattan) |

## Histoire

### Du projet ambitieux des BMT/BRT Brooklyn Loops...

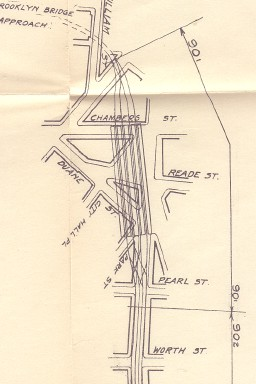
Plan de 1908 pour Chambers Street et la connexion avec le Brooklyn Bridge.

Après la mise en service des premières lignes souterraines de l'Interborough Rapid Transit Company (IRT) dans le cadre des Contrats 1 et 2, la ville commença à envisager de nouvelles infrastructures pour son métro. Deux d'entre elles consistaient en des extensions du réseau souterrain existant, l'une vers Downtown Brooklyn et l'autre vers Van Cortlandt Park, mais les deux autres, baptisées Centre Street Loop Subway (ou Brooklyn Loop Subway) et Fourth Avenue Subway (à Brooklyn) étaient des lignes indépendantes, dont la construction n'avait pas encore débuté.
L'idée de construire un système de boucles (loops) pour permettre de rendre le transport ferroviaire de passagers plus efficace, à la fois en évitant que tous les terminus ne soient concentrés à Manhattan, et que les trains ne doivent y faire demi-tour apparut dès la fin du XIXe siècle. En particulier, la New York and Brooklyn Bridge Company, qui fut à l'origine de la construction du Brooklyn Bridge proposa un plan visant à construire une boucle ferroviaire à Manhattan en 1888, cinq ans après l'inauguration du pont, tout en incluant des infrastructures souterraines pour d'éventuelles futures lignes de métro. En 1891, les projets de développement urbain de la ville de New York (routes, ponts et voies ferrées) incluaient ainsi un projet de construction d'une boucle ferroviaire aérienne pour relier le Brooklyn Bridge avec deux ponts qui étaient alors au stade de projets, le Williamsburg Bridge et le Manhattan Bridge.
La consolidation de la ville de New York avec Brooklyn et d'autres quartiers en 1898 renforça l'intérêt politique d'une solution globale aux problèmes de l'afflux massif des habitants de Brooklyn dans la gare aérienne de Park Row, et de l'important trafic anticipé sur les futurs ponts. Le projet des Brooklyn Loops devint ainsi un élément essentiel du plan de développement de la BRT à Manhattan. En particulier, dans son projet, la BRT proposa non seulement un raccordement des trois ponts, mais également une extension de la ligne vers la pointe sud de Manhattan puis vers Brooklyn via un nouveau tunnel ferroviaire qui devrait être construit.
Pour mener à bien ce projet, la BRT proposa ainsi la construction de deux « Lignes boucle » (loop lines) pour permettre à ses métros de rentrer dans Lower Manhattan via le Williamsburg Bridge, passer par Chambers Street, et retourner à Brooklyn via une autre ligne, rendant ainsi inutile la construction d'une gare terminus, et éliminant le besoin pour les trains de changer de direction dans le Financial District:
- En premier lieu, la Nassau Street Loop (qui empruntait le Montague Street Tunnel, la Nassau Street Line et les voies sud du Manhattan Bridge) devait permettre à tous les trains de la « division sud » (Southern Division) de la BRT de passer par la station DeKalb Avenue dans Manhattan via le Manhattan Bridge, puis de retourner à la station par le tunnel.

- L'autre boucle, la Centre Street Loop, devait être formée par le Williamsburg Bridge, la Centre Street Line (qui fait maintenant partie de la Nassau Street Line) et le Brooklyn Bridge. Elle devait permettre à tous les trains de la « division est » (Eastern Division) de la BRT de circuler vers ou depuis Manhattan via le BMT Broadway Elevated (devenu BMT Jamaica Line) en passant par le Williamsburg Bridge, et de retourner à Brooklyn grâce à l'une des voies passant par le Brooklyn Bridge.

### ...à la construction de la Nassau Street Line selon d'autres plans
Le Centre Street Loop Subway (littéralement « Métro souterrain de la boucle de Centre Street ») fut approuvé par la ville le 25 janvier 1907. Il consistait en une ligne à quatre voies (contre deux prévues initialement) et devait passer par Centre Street, Canal Street et Delancey Street. Une extension au sud du Brooklyn Bridge sous William Street et jusqu'à Wall Street était également incluse dans le plan, de même que plusieurs boucles en direction de l'Hudson River. Les contrats de construction de la ligne principale furent octroyés début 1907, sans qu'aucun opérateur ne soit désigné pour géré la ligne une fois les travaux terminés. Début 1908, la ligne fut incluse dans le « Projet Tri-Borough » (Manhattan-Bronx-Brooklyn), et sa gestion fut confiée à la Brooklyn Rapid Transit Company (BRT) dans le cadre des Dual Contracts, adoptés le 4 mars signés le 19 mars 1903,.
Le 16 septembre 1908, la BRT commença à exploiter une petite portion de métro souterrain partant de la sortie du Williamsburg Bridge sous Delancey Street jusqu'à la station de Essex Street. Le 4 août 1913, la Centre Street Loop fut ouverte jusqu'à la station de Chambers Street, située au pied du Brooklyn Bridge, en utilisant de manière temporaire les deux voies ouest. Les voies sud du Manhattan Bridge, qui rejoignent également Chambers Street furent quant à elles mises en service le 22 juin 1915.
Les travaux de construction de la Nassau Street Loop ne commencèrent que bien plus tard. Ainsi, l'extension au sud de Chambers Street en direction du Montague Street Tunnel via les stations de Fulton Street et Broad Street, fut également construite dans le cadre des Dual Contracts, mais ne fut achevée que le 30 mai 1931.
Les plans de construction de la zone de Chambers Street furent modifiés plusieurs fois au cours de la construction de la ligne, et tous incluaient un raccordement avec les voies situées sur le Brooklyn Bridge qui ne furent jamais construites. Selon le plan de 1910, seules les deux voies ouest devaient passer sur le pont, tandis que les voies est devaient continuer vers le sud en direction du Montague Street Tunnel. Finalement, dans la configuration dans laquelle le métro fut construit pour l'ouverture de la section au sud de Chambers Street en 1931, les deux voies extérieur continuaient bien vers le sud en direction du tunnel, mais les deux voies intérieur furent prolongées sur plusieurs blocks dans un tunnel située à un niveau inférieur pour permettre aux trains de changer de direction.

## Tracé et stations
| | Station                                                                  | Dessertes                                                                | Ouverture                                                                | Correspondances                                                          |
| Début à la sortie du Williamsburg Bridge, au bout de la BMT Jamaica Line                                                 | Début à la sortie du Williamsburg Bridge, au bout de la BMT Jamaica Line | Début à la sortie du Williamsburg Bridge, au bout de la BMT Jamaica Line | Début à la sortie du Williamsburg Bridge, au bout de la BMT Jamaica Line | Début à la sortie du Williamsburg Bridge, au bout de la BMT Jamaica Line |
| --- | ------------------------------------------------------------------------ | ------------------------------------------------------------------------ | ------------------------------------------------------------------------ | ------------------------------------------------------------------------ |
| | Essex Street                                                             | (J) · (M) · (Z)                                                          | 16 septembre 1908                                                        | à Delancey Street                                                        |
| Transfert sur la Chrystie Street Connection (métros M)                                                                   |                                                                          |                                                                          |                                                                          |                                                                          |
| | Bowery                                                                   | (J) · (Z)                                                                | 4 août 1913                                                              |                                                                          |
| | Canal Street                                                             | (J) · (Z)                                                                | 4 août 1913                                                              | (4) · (6) · (<6>) · (N) · (Q) · (R) · (W)                                |
| Ancienne connexion avec les voies sud du Manhattan Bridge                                                                |                                                                          |                                                                          |                                                                          |                                                                          |
| | Chambers Street                                                          | (J) · (Z)                                                                | 4 août 1913                                                              | à Brooklyn Bridge – City Hall                                            |
| | Fulton Street                                                            | (J) · (Z)                                                                | 30 mai 1931                                                              | Port Authority Trans-Hudson à World Trade Center                         |
| | Broad Street                                                             | (J) · (Z)                                                                | 30 mai 1931                                                              |                                                                          |
| Terminus de toutes les lignes                                                                                            |                                                                          |                                                                          |                                                                          |                                                                          |
| Raccordement avec la BMT Broadway Line; devient la BMT Fourth Avenue Line (N et R) au-delà via le Montague Street Tunnel |                                                                          |                                                                          |                                                                          |                                                                          |